# Жива почвена покривка
Живата почвена покривка е термин от лесовъдството, с който се обозначават тревистите растения, мъховете, лишеите, полухрастите, дребните храсти и цветята, които покриват горската почва. 
Живата почвена покривка е една от съставните растителни части на гората, наред с дървостоя, подгона, подлеса и извънетажната растителност.